# Ronny Bierman
Pour les articles homonymes, voir Bierman.
 (octobre 2018).
Ronny Bierman, née le 12 juin 1938 à  Amsterdam et morte le 3 février 1984 dans la même ville, est une actrice et chanteuse néerlandaise.

## Filmographie

### Cinéma et téléfilms
- 1964 : De dertig seconden
- 1965 : Jij en ikke
- 1967-1969 : M'n broer en ik (nl)
- 1969-1970 : t Schaep met de 5 pooten (nl)
- 1970 : Onkruidzaaiers in Fabeltjesland (nl)
- 1971 : Wat Zien Ik!? (nl)
- 1972 : Kapsalon
- 1972 : De inbreker (nl)
- 1972 : Het meisje met de blauwe hoed (nl)
- 1973-1974 : Citroentje met Suiker
- 1973 : Frank en Eva (nl)
- 1974 : Merijntje Gijzen (nl), (1er épisode)
- 1975 : Heb medelij, Jet! (nl)
- 1976 : Hotel de Botel (nl)
- 1977 : Bloedverwanten
- 1977 : Quitte of Dubbel
- 1978 : De Mantel der Liefde (nl)
- 1978 : Kant aan m'n broek!
- 1979 : Goed Volk
- 1983 : Man alleen
- 1983 : Kanaal 13 (nl)
- 1983 : Dolly Dots

## Discographie

### Singles
- Loe, d'r ligt een lijster in de la
- He Knul
- Met negen huishoudens op een trap ft. Leen Jongewaard
- Greetje en Jansie ft. Adèle Bloemendaal
- Ach de mens op aarde ft. Piet Römer
- Moeder is dansen
- Trui gaat filmen
- Wees een beetje aardig
- Grijpstra en De Gier
- De gulle gever
- We willen wat anders
- Ogen dicht en droom

## Crédits
- (nl) Cet article est partiellement ou en totalité issu de l’article de Wikipédia en néerlandais intitulé « Ronny Bierman » (voir la liste des auteurs).